# Dihrawud
Dihrawud é um distrito da província de Uruzgan, no Afeganistão.